# Djet
Djet, znan tudi kot Vadž, Zet in Uadži,  morda istoveten s kraljem z grškim imenom Uenephes ali morda Atothisom, je bil četrti kralj Prve egipčanske dinastije. Djetovo Horovo ime pomeni Hor kobra ali Horova kača.

## Družina
Djetova kraljica je bila njegova sestra Merneit, ki je po njegovi smrti morda nekaj časa vladala kot samostojna kraljica. Ena od njegovih žena je bila morda tudi Ahaneit. Djetov in Marneitin sin je bil Den, njun vnuk pa Anedžib.

## Vladanje
Dolžina Djetovega vladanja ni znana. Četudi je na slonokoščenih etiketah dokazan samo en festival Sekar, je vladal verjetno od šest do deset let. Po mnenju Wolfganga Helcka je vladal deset let. Iz zapisov v koledarju je razvidno, da je Djer umrl 7 Pereta III, Djet pa je začel vladati na 22 Pereta IV. Vzrok za 45 dnevno brezvladje ni znan. 
Podrobnosti Djetovega vladanja so se zaradi praznin na Kamnu iz Palerma izgubile. Odkritja odlomkov posod in pečati kljub temu dokazujejo, da je Egipt v njegovem času živahno trgoval s Sirijo in Palestino. Grobovi iz njegovega obdobja v Tarkanu in Sakari vsebujejo lončenino iz Palestine.  Druge dejavnosti je moč razbrati iz samo dveh znanih vladarskih letnih tablic, od katerih se je ena ohranila v dveh kopijah. Branje dogodkov, opisanih na tablicah, je skrajno problematično. Helk je besedilo na eni od njiju prevedel kot »Leto načrtovanja podzemlja/kleti (?) dvojnega (proizvodnega) obrata, rojstva lotosovih popkov, ki stojijo v kroni Dveh gospa«. Druga letna tablica omenja zmago, izdelavo (rojstvo) kipa in morda gradnjo trdnjave. Nazadnje je bil v Masra Alamu v Nubiji odkrit kratek skalni napis Hemka pod Djetom.
Odtisi pečatov v glini dokazujejo, da je uradnik Amka začel svojo kariero pod kraljem Djerom kot Hor-sekhenti-dju (upravnik) posestva. Pod Djetom je postal kraljev spremljevalec. Kmalu po začetku Djetove vladavine je bil imenovan za visokega uradnika v zahodni Nilovi delti. Druga visoka Djetova uradnika sta bila Sekemkasedž in Setka.

## Grob
Djet je bil pokopan v Petriejevi grobnici Z v Abidu. Grobnica stoji zahodno od grobnice njegovega očeta Djera. Okoli nje je 174 grobov, večinoma njegovih spremljevcev, ki so bili po Djetovi smrti žrtvovani, da bi mu služili v posmrtnem življenju. V grobnici je stala  stela s podobo kače, nad katero se dviga sokol (Hor). Napis bi se lahko interpretiral kot Hor kača. V grobnici so odkrili tudi glavnik iz slonovine z Djetovim imenom in podobo stele, bakreno orodje in lončenino, ki je običajna za egipčanske grobnice.  V grobnici so dokazi, da je bila namerno požgana, istočasno z drugimi grobnicami na grobišču v Abidu. Grobnice so bile kasneje obnovljene zaradi njihove povezanosti  s kultom Ozirisa. 
Djetova slava temelji na dobro ohranjeni umetniško izdelani grobni steli. Na njej je relief z Djetovim Horovim imenom v prepoznavnem egipčanskem  slogu, ki se je  v tistem času popolnoma razvil.  Stelo je leta 1904 odkril Émile Amélineau in je razstavljena v Louvreu. Druga pomembna umetnina je njegov slonokoščen glavnik,  ki ga hrani Egipčanski muzej v Kairu. Na njem so prvič v zgodovini upodobljena nebesa, ki jih simbolizira sokol z razprtimi krili. Sokol na krilih nosi Sekerjevo ladjo, pod njim pa je Djetov serek  dvema cepcema in ankom.

## Vira
- Toby A.H. Wilkinson. Early Dynastic Egypt. Routledge, London/New York 1999, ISBN 0-415-18633-1, str. 73-74.
- Toby A.H. Wilkinson. Royal Annals of Ancient Egypt: The Palermo Stone and Its Associated Fragments. Kegan Paul International, 2000.